# Krzysztof Bulski
Krzysztof Bulski (* 12. Februar 1987 in Częstochowa; † 17. Dezember 2020) war ein polnischer Schachspieler.
Er nahm 2013 an der Europäischen Schach-Mannschaftsmeisterschaft teil.
In Deutschland spielte er für den SV Griesheim (2010/11, 2012/13, 2013/14 und 2015/16), in Tschechien für TJ Tatran Litovel (TJ Ancora Tatran Litovel; 2011/12, 2012/13, 2013/14) und AD Mahrla Prag (2014/15), in Polen für KSz HetMaN Szopienice (2006, 2007, 2011, 2012, 2013 und 2014) und WASKO HETMAN Katowice (2015, 2017, 2018 und 2019). Die polnische Blitz-Einzelmeisterschaft gewann er in den Jahren 2007, 2008 und 2009.
Im Jahre 2010 wurde ihm der Titel Internationaler Meister (IM) verliehen, 2012 der Titel Großmeister (GM).
| Hier fehlt eine Grafik, die leider im Moment aus technischen Gründen nicht angezeigt werden kann. Wir arbeiten daran! |